# Dieffenbachia
Genre
Synonymes
- Maguirea A.D. Hawkes[2]
- Seguinum Raf.[2]

Dieffenbachia est un genre de plantes de la famille des Araceae. Ce sont des plantes aux feuilles tachetées, appelées aussi cannes des muets dans le langage courant. Bien qu'elles soient toxiques dans toutes les parties de la plante, notamment par le latex qui s'écoule quand on la coupe, certaines espèces sont couramment cultivées comme plantes d'appartement. Leur attrait tient essentiellement dans leur feuillage panaché et une bonne résistance dans des locaux peu lumineux et secs. Ces dieffenbachias sont déclinés en de nombreux cultivars par sélection horticole.

## Description

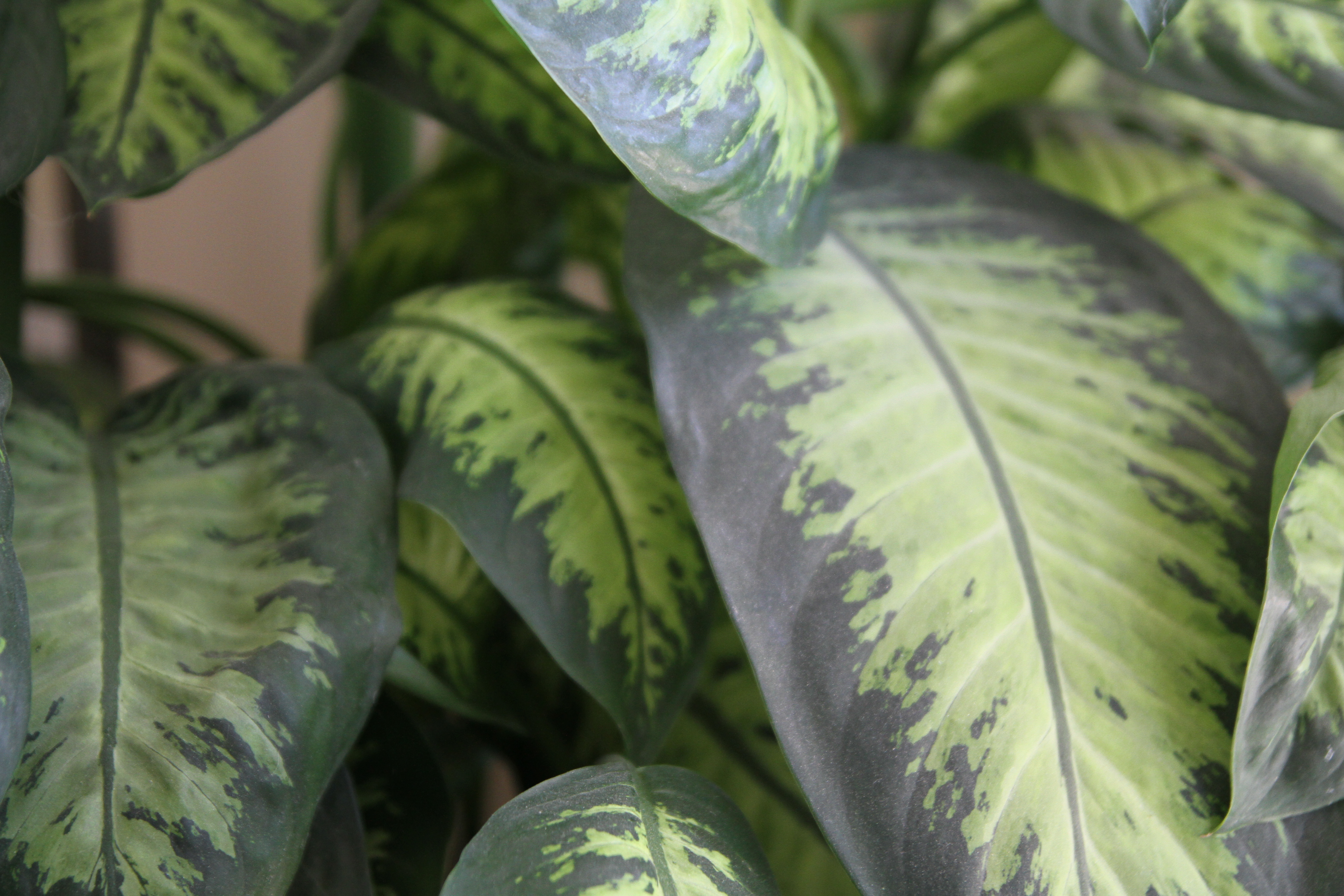

### Toxicité
Les cellules de Dieffenbachia contiennent des cristaux en forme d'aiguilles constituées d'oxalate de calcium. Si une feuille est mâchée, ces cristaux peuvent causer une sensation passagère de brûlure et de l'érythème. Dans de rares cas, les tissus exposés présentent un œdème. La mastication et l'ingestion provoquent généralement de légers symptômes. En ce qui concerne les enfants et les animaux de compagnie, le contact avec la plante (habituellement la mâcher) peut provoquer des symptômes déplaisants tels qu'irritation de la bouche, hypersialorrhée et œdème. Cependant, ces effets sont rarement dangereux pour la vie. Dans la plupart des cas, les symptômes sont légers et peuvent être traités avec un analgésique, un antihistaminique ou du charbon de qualité médicale. Le lavage intestinal est « parfois » approprié.
Le médecin et pharmacienne Jennifer S. Boyle et le médecin Christopher P. Holstege observent que « dans une étude à long terme sur 188 patients ayant été en contact avec l'oxalate de calcium de la plante, tous les cas furent mineurs et ont guéri sans traitement ou avec un traitement léger, ». Ils ajoutent 
que « en ce qui concerne les patients exposés aux plantes toxiques, 70 % étaient des enfants de moins de 5 ans, ».

## Classification
Ce genre a été décrit en 1829 par le botaniste autrichien Heinrich Wilhelm Schott (1794-1865), directeur du jardin botanique au château de Schönbrunn, à Vienne. Le genre est un hommage à son jardinier en chef, Joseph Dieffenbach (de) (1796–1863),.
En classification classique de Cronquist (1981), Dieffenbachia fait partie de la famille des Araceae.
En classification phylogénétique APG IV (2016), ce genre fait partie des Araceae de la sous-famille des Aroideae, Tribu des Dieffenbachieae.

## Liste d'espèces
Selon GRIN (26 mars 2017) :
- Dieffenbachia aglaonematifolia Engl.
- Dieffenbachia antioquensis Linden & André
- Dieffenbachia aurantiaca Engl.
- Dieffenbachia beachiana Croat & Grayum
- Dieffenbachia bowmannii Carrière
- Dieffenbachia brittonii Engl.
- Dieffenbachia cannifolia Engl.
- Dieffenbachia concinna Croat & Grayum
- Dieffenbachia copensis Croat
- Dieffenbachia cordata Engl.
- Dieffenbachia costata Klotzsch ex Schott
- Dieffenbachia crebripistillata Croat
- Dieffenbachia daguensis Engl.
- Dieffenbachia davidsei Croat & Grayum
- Dieffenbachia duidae (Steyerm.) G. S. Bunting
- Dieffenbachia elegans A. M. E. Jonker & Jonker
- Dieffenbachia enderi Engl.
- Dieffenbachia fortunensis Croat
- Dieffenbachia fosteri Croat
- Dieffenbachia fournieri N. E. Br.
- Dieffenbachia galdamesiae Croat
- Dieffenbachia gracilis Huber
- Dieffenbachia grayumiana Croat
- Dieffenbachia hammelii Croat & Grayum
- Dieffenbachia herthae Diels
- Dieffenbachia horichii Croat & Grayum
- Dieffenbachia humilis Poepp.
- Dieffenbachia imperialis Linden & André
- Dieffenbachia isthmia Croat
- Dieffenbachia killipii Croat
- Dieffenbachia leopoldii W. Bull
- Dieffenbachia longispatha Engl. & K. Krause
- Dieffenbachia lutheri Croat
- Dieffenbachia macrophylla Poepp.
- Dieffenbachia × memoria-corsii Fenzl
- Dieffenbachia nitidipetiolata Croat & Grayum
- Dieffenbachia obliqua Poepp.
- Dieffenbachia obscurinervia Croat
- Dieffenbachia oerstedii Schott
- Dieffenbachia olbia L. Linden & Rodigas
- Dieffenbachia paludicola N. E. Br. ex Gleason
- Dieffenbachia panamensis Croat
- Dieffenbachia parlatorei Linden & André
- Dieffenbachia parvifolia Engl.
- Dieffenbachia pittieri Engl. & K. Krause
- Dieffenbachia seguine (Jacq.) Schott
- Dieffenbachia standleyi Croat
- Dieffenbachia tonduzii Croat & Grayum
- Dieffenbachia weberbaueri Engl.
- Dieffenbachia weirii Berk.
- Dieffenbachia wendlandii Schott
- Dieffenbachia williamsii Croat

Selon World Checklist of Selected Plant Families (WCSP) (26 mars 2017) :
- Dieffenbachia aglaonematifolia Engl. (1915)
- Dieffenbachia antioquensis Linden ex Rafarin (1874)
- Dieffenbachia aurantiaca Engl. (1898)
- Dieffenbachia beachiana Croat & Grayum (1999)
- Dieffenbachia bechiana Croat & Grayum (1999 publ. 2000)
- Dieffenbachia bowmannii H.J.Veitch (1871)
- Dieffenbachia brittonii Engl. (1915)
- Dieffenbachia burgeri Croat & Grayum (2004)
- Dieffenbachia cannifolia Engl. (1915)
- Dieffenbachia concinna Croat & Grayum (1999 publ. 2000)
- Dieffenbachia copensis Croat (2004)
- Dieffenbachia cordata Engl. (1905)
- Dieffenbachia costata Klotzsch ex Schott (1856)
- Dieffenbachia crebripistillata Croat (2004)
- Dieffenbachia daguensis Engl. (1885)
- Dieffenbachia davidsei Croat & Grayum (2004)
- Dieffenbachia duidae (Steyerm.) G.S.Bunting (1988)
- Dieffenbachia elegans A.M.E.Jonker & Jonker (1966)
- Dieffenbachia enderi Engl. (1885)
- Dieffenbachia fortunensis Croat (2004)
- Dieffenbachia fosteri Croat (2004)
- Dieffenbachia fournieri N.E.Br., Gard. Chron., ser. 3 (1890)
- Dieffenbachia galdamesiae Croat (2004)
- Dieffenbachia gracilis Huber (1906)
- Dieffenbachia grayumiana Croat (1999 publ. 2000)
- Dieffenbachia hammelii Croat & Grayum (1999 publ. 2000)
- Dieffenbachia herthae Diels (1938)
- Dieffenbachia horichii Croat & Grayum (2004)
- Dieffenbachia humilis Poepp. (1845)
- Dieffenbachia imperialis Linden & André (1871)
- Dieffenbachia isthmia Croat (2004)
- Dieffenbachia killipii Croat (2004)
- Dieffenbachia lancifolia Linden & André (1874)
- Dieffenbachia leopoldii W.Bull, Gard. Chron., n.s. (1878)
- Dieffenbachia longispatha Engl. & K.Krause (1915)
- Dieffenbachia lutheri Croat (2004)
- Dieffenbachia macrophylla Poepp. (1845)
- Dieffenbachia meleagris L.Linden & Rodigas (1892)
- Dieffenbachia nitidipetiolata Croat & Grayum (2004)
- Dieffenbachia obliqua Poepp. (1845)
- Dieffenbachia obscurinervia Croat (2004)
- Dieffenbachia oerstedii Schott (1858)
- Dieffenbachia olbia L.Linden & Rodigas (1892)
- Dieffenbachia paludicola N.E.Br. ex Gleason (1929)
- Dieffenbachia panamensis Croat (2004)
- Dieffenbachia parlatorei Linden & André, Gard. Chron., n.s. (1874)
- Dieffenbachia parvifolia Engl. (1915)
- Dieffenbachia pittieri Engl. & K.Krause (1915)
- Dieffenbachia seguine (Jacq.) Schott (1832)
- Dieffenbachia shuttleworthii W.Bull ex T.Moore & Mast., Gard. Chron., n.s. (1876)
- Dieffenbachia standleyi Croat (2004)
- Dieffenbachia tonduzii Croat & Grayum (1999 publ. 2000)
- Dieffenbachia weberbaueri Engl. (1905)
- Dieffenbachia weirii Berk. (1866)
- Dieffenbachia wendlandii Schott (1858)
- Dieffenbachia williamsii Croat (2005)
- Dieffenbachia wurdackii Croat (2005)

## Utilisation
Ces plantes sont le plus souvent utilisées comme décoration d'intérieur. On peut les trouver dans plusieurs magasins de vente de plantes.

Quelques cultivars
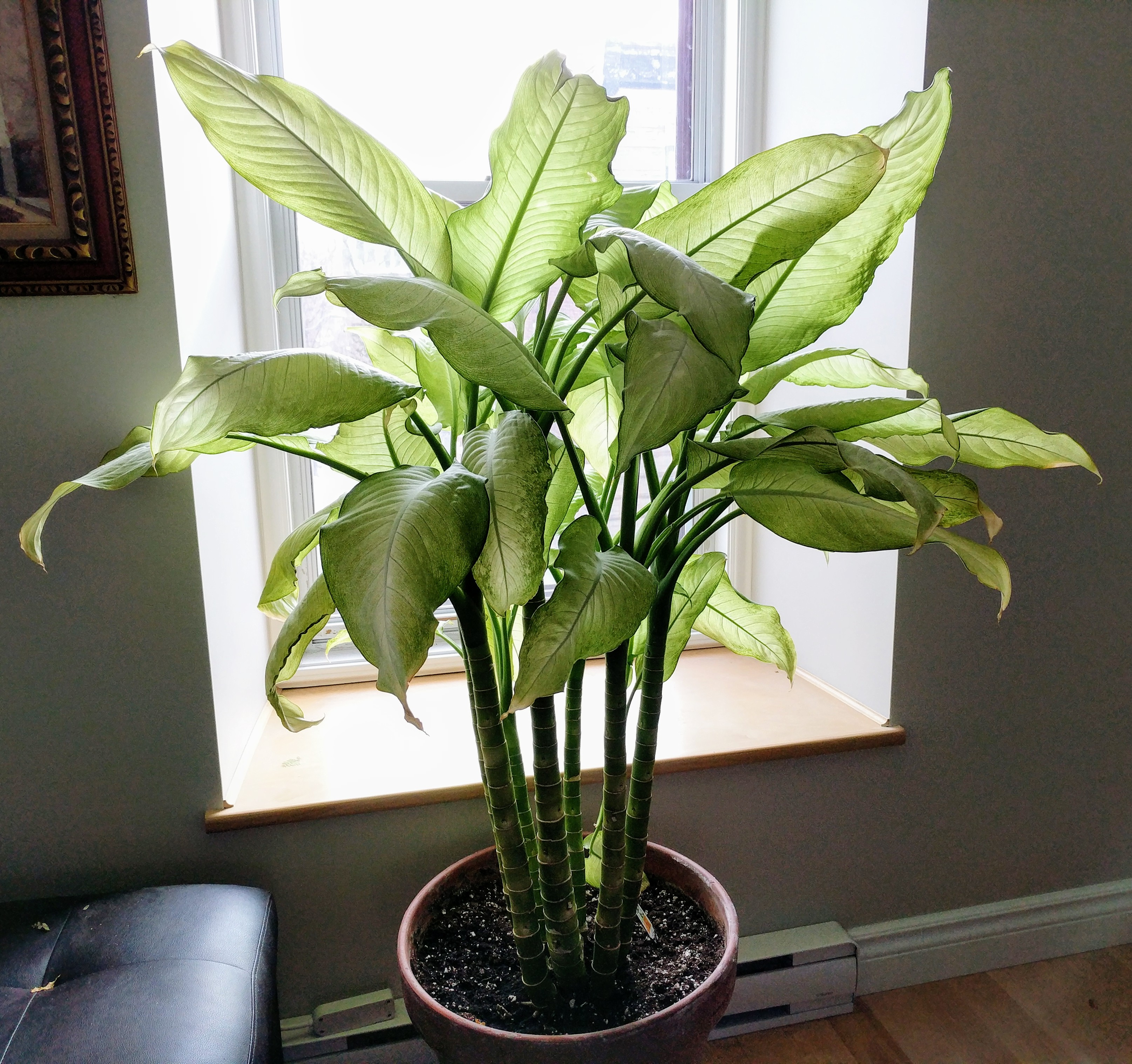
Dieffenbachia cultivé en pot
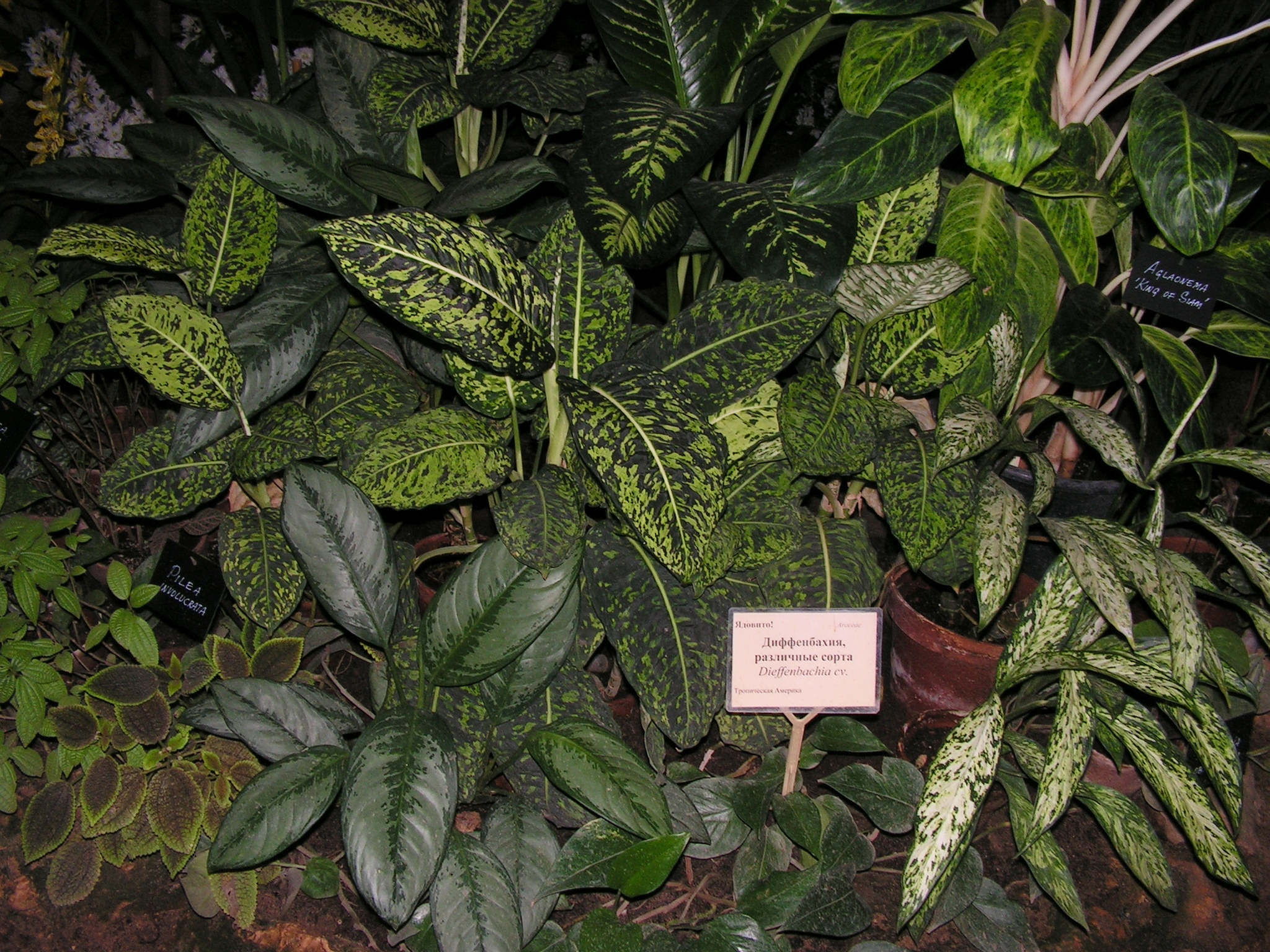
Cultivars divers
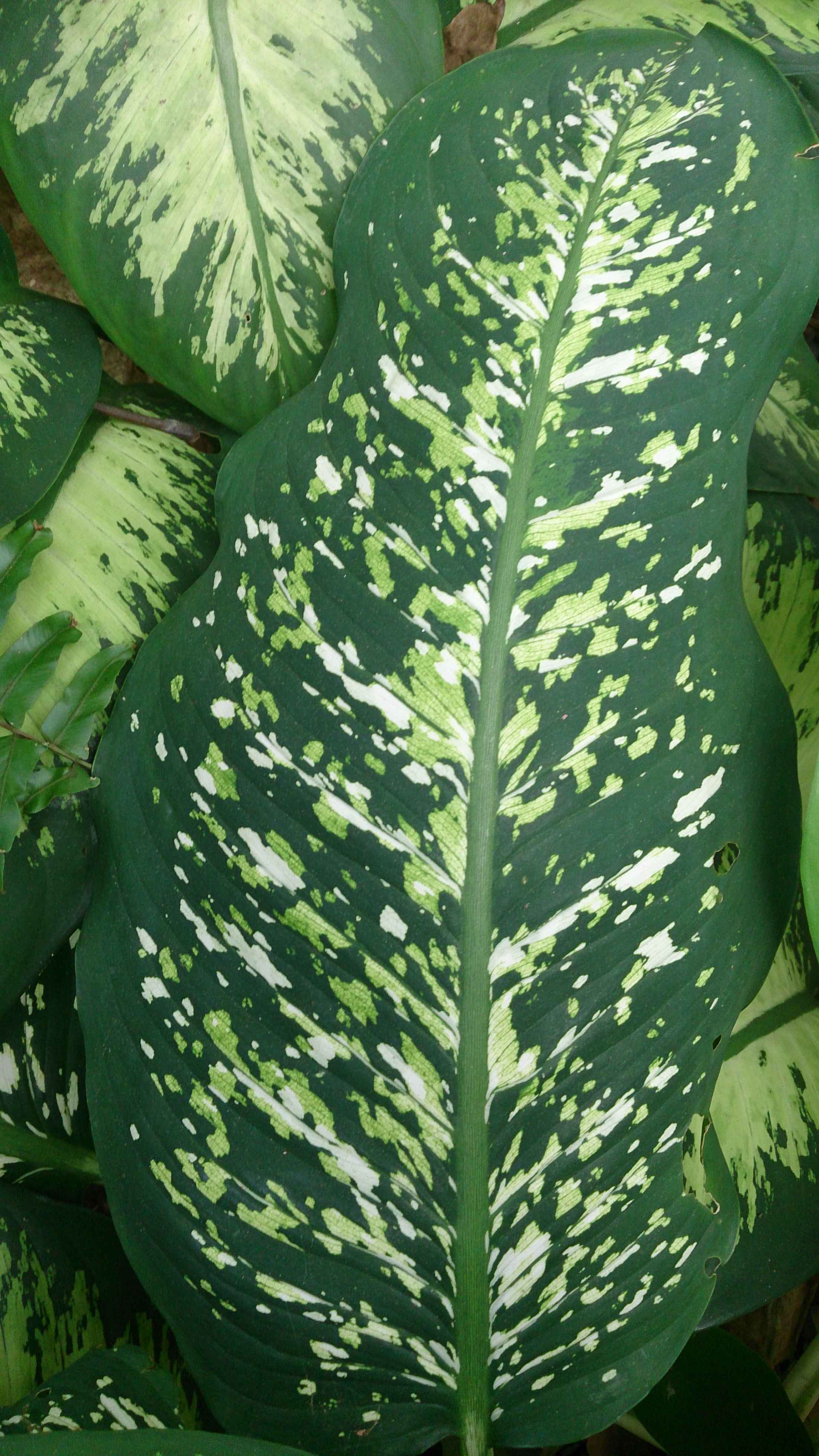
Dieffenbachia 'Besar Putih'
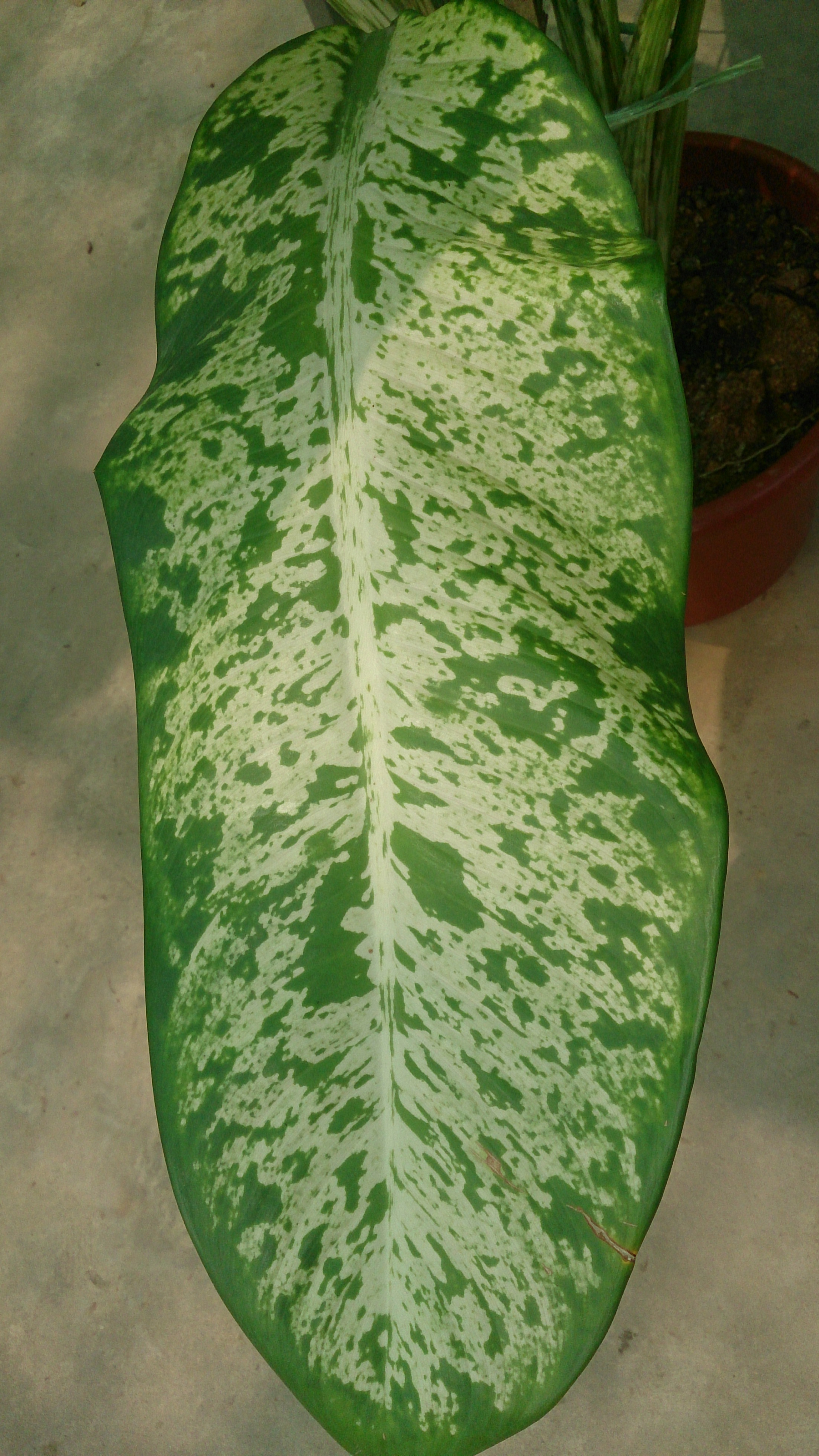
Dieffenbachia 'Galaxy'
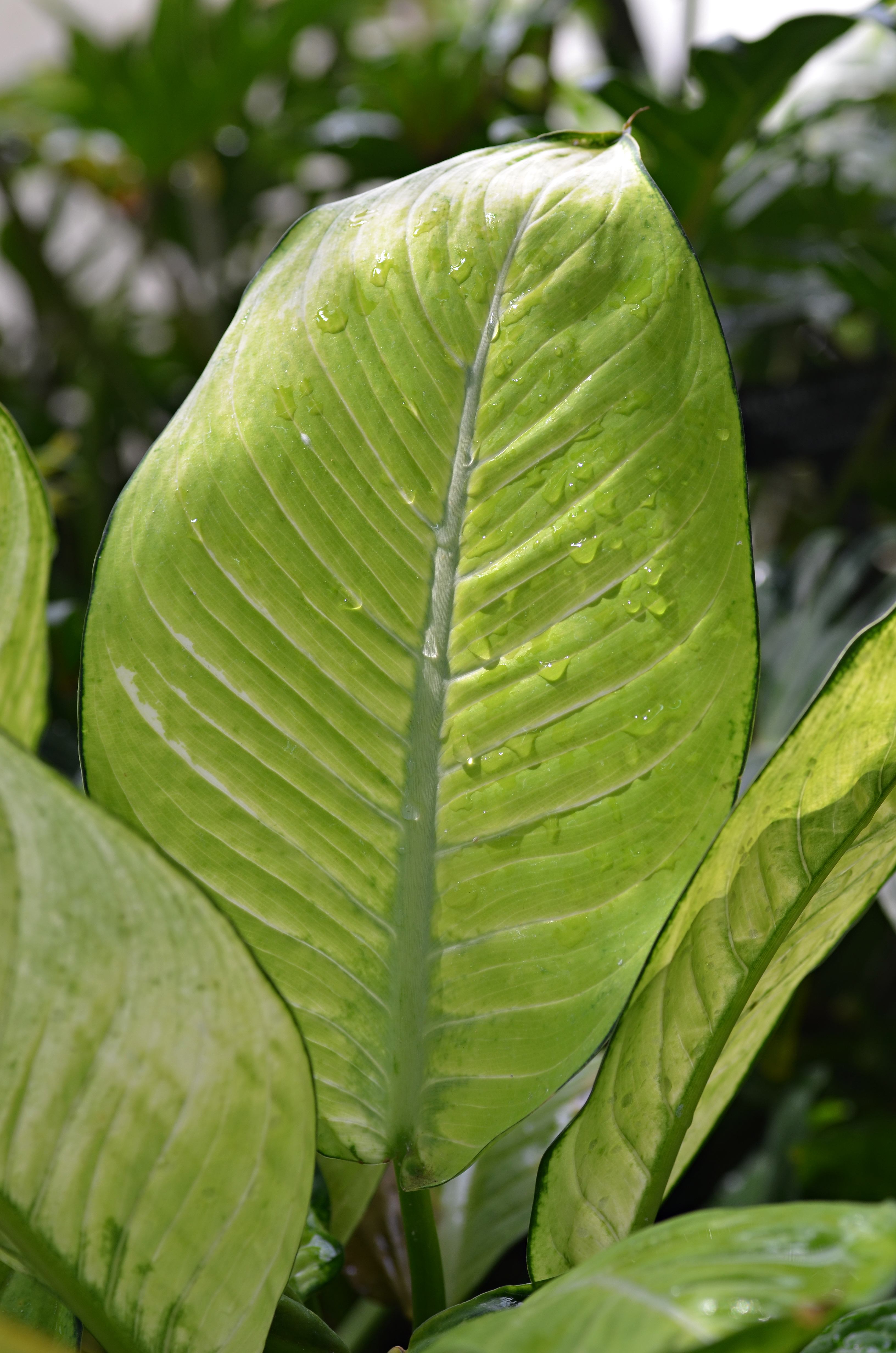
Dieffenbachia 'Tropic Marianne'
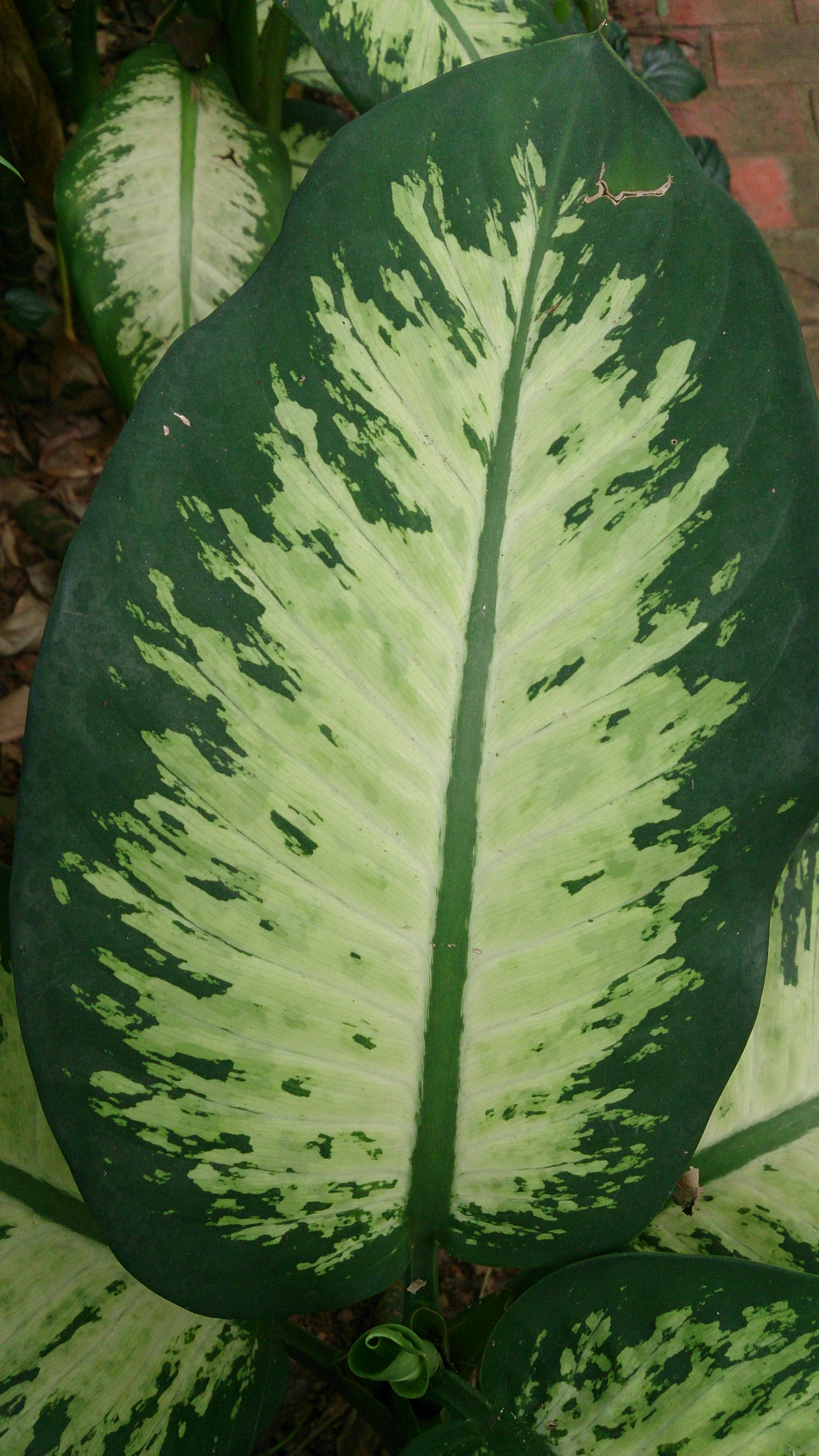
Dieffenbachia 'Tropical Snow'

### Traductions de
1. ↑  (en) « In a large retrospective study of 188 patients with plant oxalate exposure, all cases were determined to be minor and all resolved with minor or no treatment »
2. ↑  (en) « In patients with exposure to toxic plants, 70% are children younger than 5 years »